# 遠藤浩一
遠藤 浩一（えんどう こういち、1958年4月30日 - 2014年1月4日）は、日本の文芸評論家。
拓殖大学大学院地方政治行政研究科教授、同大学日本文化研究所所長、国家基本問題研究所理事、日本国際フォーラム政策委員を務めた。専門は日本政治史。保守派の論客として知られ、第10回（2009年）の正論新風賞を受賞。憂国忌にも参加した。演劇・音楽にも詳しく、『福田恆存と三島由紀夫』、『小沢征爾』などの著書がある。

## 経歴
1958年（昭和33年）、石川県金沢市で生まれる。1981年（昭和56年）、駒澤大学法学部卒業。
叔父の遠藤欣之助（民社研『改革者』誌を編集）と指導教授だった高橋正則の影響を受け民社党職員となる。党本部では月刊誌委員会編集部長、広報部長等を務めた。
保守二大政党制を主張し、自民党に対してはもちろん、民主党などに対しても保守路線を要求していた。「左翼」については「日本の歴史、政治風土にはなじまない」として排除することを主張していた。また、「目を向けるべきは自民党にも民主党にも不満を持っている保守系無党派の声である」と述べていた。
安倍内閣については、防衛庁の防衛省への昇格や国民投票法成立を高く評価する一方、初期の人事の失敗、具体的に言えば政治的信念を180度異にする中川秀直を自民党幹事長に据えた判断などを批判し、「政権崩壊の遠因」としていた。櫻井よしこによれば、遠藤は安倍内閣崩壊の原因について、「安倍晋三が安倍晋三でなくなったからです」と述べている。
民社党解党後は、井尻千男の後任として拓殖大学日本文化研究所（第2代、2018年より国際日本文化研究所）所長を務め公開講座を主宰（毎年講座名は変わるが「日本文明論」が入る）、季刊『新日本学』を発行。大学院地方政治行政研究科教授としても後進の指導にあたっていた。
2012年（平成24年）、古今の和歌（短歌）を集めた『今昔秀歌百撰』の選者として三島由紀夫の辞世の句を選出し解説した。なお文章は歴史的仮名遣で記述していた。「新しい歴史教科書をつくる会」副会長を務めていた。
2014年（平成26年）1月4日午後に新年会に参加した後、体の不調を訴え、その後死去したことが拓殖大学関係者によって明らかにされた。享年55。なお後任の所長は学長の渡辺利夫が兼任した。

## 著書

### 単著
| タイトル                                   | 刊行年 | 出版社               | ISBN                                          |
| ------------------------------------------ | ------ | -------------------- | --------------------------------------------- |
| 消費される権力者―小沢一郎から小泉純一郎へ  | 2001年 | 中央公論新社         | ISBN 4120031640                               |
| 小澤征爾―日本人と西洋音楽                  | 2004年 | PHP研究所〈PHP新書〉 | ISBN 4569637760                               |
| 政権交代のまぼろし                         | 2010年 | 産経新聞出版         | ISBN 4594061540                               |
| 福田恆存と三島由紀夫 1945～1970 （上・下） | 2010年 | 麗澤大学出版会       | ISBN 978-4-89205-596-6 ISBN 978-4-89205-597-3 |
| 戦後政治史論 窯変する保守政治1945-1952     | 2012年 | 勁草書房             | ISBN 978-4-326-35161-9                        |

### 編著
| タイトル           | 刊行年 | 出版社 | ISBN                   |
| ------------------ | ------ | ------ | ---------------------- |
| 日本文明論への視点 | 2012年 | 展転社 | ISBN 978-4-88656-373-6 |
| 日本文明の肖像 Ⅰ   | 2013年 | 展転社 | ISBN 978-4-88656-388-0 |

### 共著
| タイトル     | 刊行年 | 出版社                         | 備考           | ISBN                    |
| ------------ | ------ | ------------------------------ | -------------- | ----------------------- |
| 今昔秀歌百撰 | 2012年 | 特定非営利活動法人文字文化協會 | 三島由紀夫担当 | ISBN 978-49905312-25-C3 |

## 受賞
- 2009年 - 正論新風賞